# Utta (Kasiui)
Utta (Utah, Uta, Oeta) ist ein Ort auf der indonesischen Insel Kasiui. Der Ort befindet sich an der nördlichen Ostküste der Insel.
Utta bildet ein Desa mit 567 Einwohnern (2010). Es gehört zum Kecamatan (Subdistrikt) Wakate, Kabupaten (Regierungsbezirk) Seram Bagian Timur, Provinz Maluku.